# Michelle Keegan
Michelle Elizabeth Keegan (Stockport, 3 giugno 1987) è un'attrice britannica, attiva principalmente in campo televisivo.
Il ruolo che le ha dato la popolarità è quello di Tina McIntyre nella soap opera Coronation Street (ruolo per il quale è stata più volte premiata e nominata al British Soap Award); altri suoi ruoli principali sono quelli nelle fiction Ordinary Lies, Our Girl e Tina e Bobby. È stata eletta la donna più sexy del mondo dalla rivista FHM nel 2015.

## Biografia
Michelle Elizabeth Keegan nasce a Stockport, nella Greater Manchester, il 3 giugno 1987. È figlia di Michael e Jacqueline Keegan: la madre è originaria di Gibilterra.
Fa il proprio debutto televisivo nel 2007, entrando a far parte del cast della soap opera Coronation Street, dove fino al 2014 interpreterà in 826 episodi il ruolo di Tina McIntyre.
Nel gennaio 2011, appare nella copertina della rivista FHM: in quell'occasione, si piazza al tredicesimo posto nella classifica delle 100 donne più sexy al mondo.
In seguito, nel 2015, dopo aver lasciato la soap opera Coronation Street, è nel cast principale della serie televisiva Ordinary Lies, dove interpreta il ruolo di Tracy. Nel luglio dello stesso anno, si sposa con il conduttore televisivo Mark Wright.
In seguito, a partire dal 2016, è protagonista, nel ruolo di Georgie Lane del military drama televisivo Our Girl.. L'anno seguente, è protagonista, assieme a Lorne MacFadyen, della miniserie televisiva biografica Tina and Bobby, dove interpreta il ruolo di Tina Dean, la fidanzata del calciatore Bobby Moore.
Nel 2024 è protagonista, nel ruolo di Maya Stern-Burkett, della miniserie televisiva di Netflix, basata sull'omonimo romanzo di Harlan Coben, Un inganno di troppo.

## Filmografia

### Cinema
- Strangeways Here We Come, regia di Chris Green (2018)

### Televisione
- Coronation Street - soap opera, 861 episodi (2008-2014)
- Ordinary Lies - miniserie TV (2015)
- Plebs - serie TV, episodio 03x03 (2016)
- Our Girl - serie TV, 24 episodi (2016-2020)
- Tina and Bobby - miniserie TV (2017)
- On Kosovo Field - miniserie TV (2017)
- Brassic - serie TV, 37+ episodi (2019-...)
- Ten Pound Poms - miniserie TV, 6 episodi (2017)
- Un inganno di troppo (Fool Me Once) - miniserie TV, 8 episodi (2024)

## Premi e nomination
- 2008: British Soap Award come miglior attrice emergente per il ruolo di Tina McIntyre in Coronation Street
- 2008: TV Quick Award come miglior attrice emergente per il ruolo di Tina McIntyre in Coronation Street
- 2008: Nomination al National Television Award come attrice emergente più popolare per il ruolo di Tina McIntyre in Coronation Street
- 2009: British Soap Award come ruolo femminile più sexy per il ruolo di Tina McIntyre in Coronation Street
- 2010: British Soap Award come ruolo femminile più sexy per il ruolo di Tina McIntyre in Coronation Street
- 2011: British Soap Award come ruolo femminile più sexy per il ruolo di Tina McIntyre in Coronation Street
- 2011: Nomination al TV Quick Award come miglior attrice in una soap opera per il ruolo di Tina McIntyre in Coronation Street
- 2012: British Soap Award come ruolo femminile più sexy per il ruolo di Tina McIntyre in Coronation Street
- 2012: TV Quick Award come miglior attrice in una soap opera per il ruolo di Tina McIntyre in Coronation Street
- 2013: British Soap Award come ruolo femminile più sexy per il ruolo di Tina McIntyre in Coronation Street
- 2013: Nomination al British Soap Award come miglior attrice per il ruolo di Tina McIntyre in Coronation Street
- 2013: Nomination al National Television Award come attrice emergente più popolare per il ruolo di Tina McIntyre in Coronation Street
- 2014: British Soap Award come ruolo femminile più sexy per il ruolo di Tina McIntyre in Coronation Street
- 2019: Nomination al National Television Award per la miglior interpretazione drammatica per il ruolo di Georgie Lane in Our Girl